# Na razie stoję, na razie patrzę
Na razie stoję, na razie patrzę – album studyjny polskiego zespołu muzycznego Ørganek. Wydawnictwo ukazało się 5 listopada 2021 nakładem wytwórni muzycznej Mystic Production.
Pod względem muzycznym płyta łączy w sobie przede wszystkim rock.
Album znalazł się na 4. miejscu polskiej listy sprzedaży – OLiS.
Album otrzymał nominację do Fryderyka w kategorii Album roku – rock / metal.

## Lista utworów
Opracowano na podstawie materiału źródłowego.
1. „Na razie stoję, na razie patrzę” – 3:44
2. „We got no love” – 4:08
3. „Malibu” – 4:27
4. „Walcz” – 4:02
5. „Doppelganger” – 4:40
6. „Samoloty” – 3:47
7. „Cały ten fejm” – 4:13
8. „Pogo” – 2:40
9. „Pogo (idles remix)” – 5:31
10. „Invito” – 2:59
11. „Kate mo2w // rework” – 4:13
12. „Wio2na // rework” – 5:23

## Pozycja na liście sprzedaży
| Kraj   | Lista         | Najwyższa pozycja |
| ------ | ------------- | ----------------- |
| Polska | OLiS – albumy | 4                 |